# Марийский машиностроительный завод
АО «Марийский машиностроительный завод» (АО «ММЗ», ранее ПО «Марийский машиностроитель») — крупное промышленное предприятие республики Марий Эл. Расположен в городе Йошкар-Ола. Входит в состав АО «Концерн ВКО „Алмаз-Антей“». Завод выпускает гражданскую продукцию: сельскохозяйственное оборудование, сверлильные станки, светодиодные светильники, светодиодные видеоэкраны. Из-за российского вторжения на Украину, предприятие находится под санкциями всех стран Евросоюза, США, Канады и ряда других стран

## История завода
11 июня 1939 года было принято решение о строительстве в Йошкар-Оле дублёра московского завода «Геодезия», изготовителя оптических приборов для аэрофоторазведки. 13 ноября того же года предприятие получило наименование «Союзный завод № 297».
C началом Великой Отечественной войны завод принял эвакуированных из Одессы, Москвы, Казани и Ленинграда оборудование и людей оптических предприятий, включая Государственный оптический институт (ГОИ), которым руководил академик С. И. Вавилов.
Во время Великой Отечественной войны здесь было заложено начало выпуска первых советских длиннофокусных и светосильных объективов, использовавшихся в военных фоторазведывательных панорамных приборах-фотоаппаратах, а также первых советских электронных микроскопов.
Основан 25 августа 1941 года, с запуском первых станков для выпуска продукции.
Первая продукция завода — танковые телескопические прицелы (ТМФД-7), артиллерийская стереотруба (АСТ), снайперские винтовочные прицелы (ПУ, ППУ), зенитный дальномер (ЗД).
В разгар Великой Отечественной войны, в 1943 году, на предприятии было создано бюро гражданского приборостроения, и вскоре заводчане приступили к выпуску звуковых и немых узкоплёночных кинопроекторов, освоили технологию изготовления фотокамер.
В 1949 году предприятие изменило профиль деятельности на выпуск радиолокационной аппаратуры, начав выпуск радиолокаторов орудийной наводки СОН-4 «Луч» и приборов управления артиллерийским зенитным огнём (ПУАЗО), РЛ-комплекса орудийной наводки 1РЛ35 «Ваза» для управления огнём батареи зенитных пушек С-60.
В 1965 году освоен серийный выпуск СНР 1С32 ЗРК «Круг», вычислительной техники для систем «Берёза», «Ольха», ЗРК С-75, С-200.

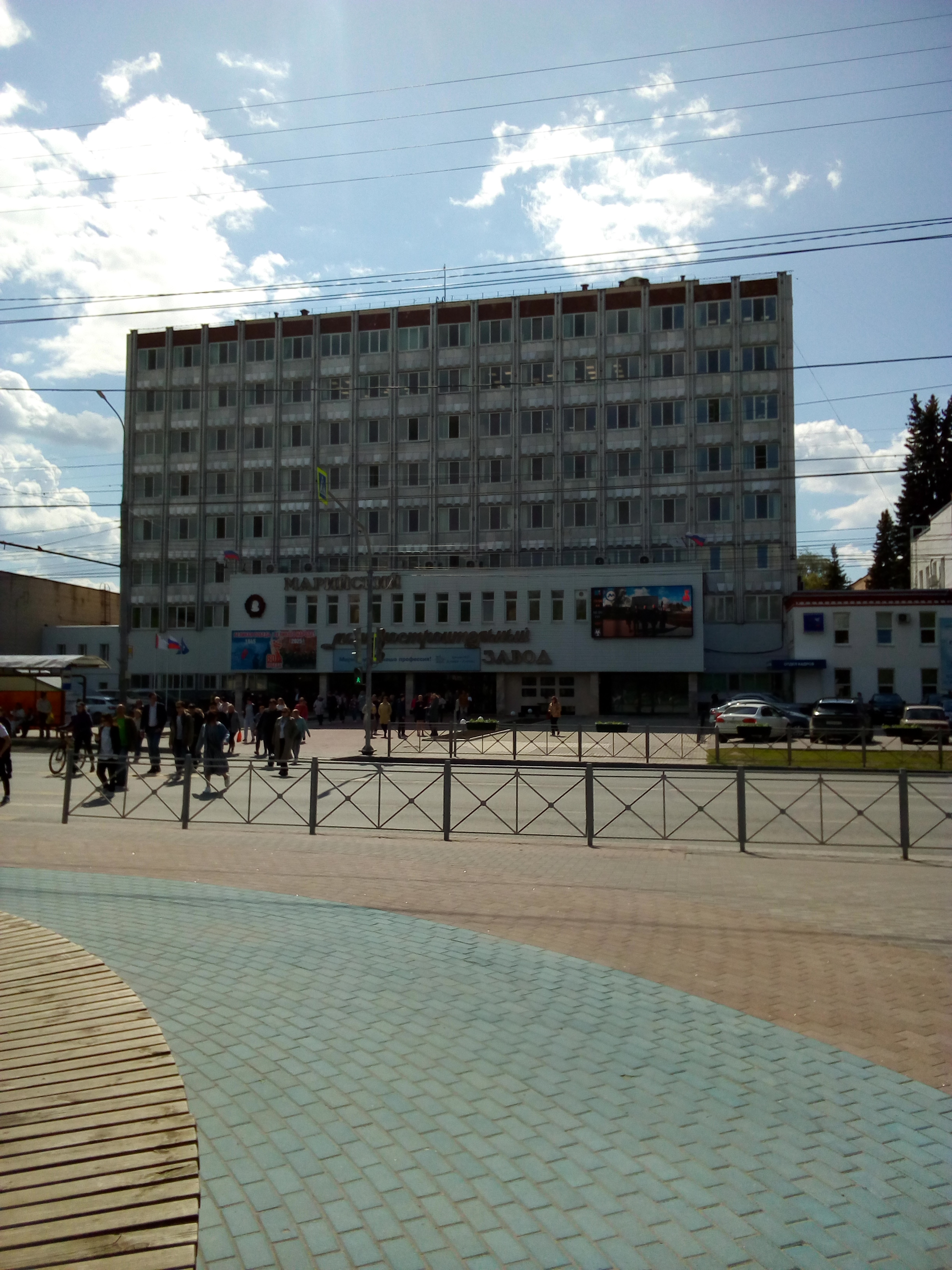
Здание административного корпуса (конец 1980-х)

В 1970-е годы завод освоил изготовление ЗРС С-300В, а также бортовой аппаратуры 9Б57 для нового ЗРК «Оса», бортовой аппаратуры 1СБ4, 9Э50, 9Э420 для ЗРК «Куб» и «Бук».

## Описание
Ордена Ленина Акционерное общество «Марийский машиностроительный завод» является крупным предприятием республики Марий Эл. Основанный 25 августа 1941 года завод вырос до многопрофильного универсального производства, тесно сотрудничает в разработке и производстве продукции с 20 ведущими НИИ страны.
Марийский машиностроительный завод входит в перечень системообразующих предприятий республики Марий Эл.
На территории завода расположены следующие производства: заготовительное, литейное, механообрабатывающее, каркасно-штамповочное, гальваническое, лакокрасочное, сборочно-монтажное, цех по производству пластмасс. Предприятие имеет современное оборудование, квалифицированных специалистов, значительный научно-технический потенциал.
Марийский машиностроительный завод заключил стратегическое партнёрство с Поволжским государственным технологическим университетом, а рамках которого при заводе был открыт Центр радиолокационных систем и комплексов. Руководство завода выделило высшему учебному заведению 300 квадратных метров площадей завода, на которых были созданы 4 лаборатории, предназначенные для учебного процесса, оснащённые современным оборудованием на сумму свыше 40 млн рублей, включая комплексы для исследования и моделирования СВЧ-устройств, анализа свойств материалов, цифровой схемотехники. В рамках сотрудничества с ПГТУ студенты, обучающиеся по специальности «Радиотехника», переводились на вечернюю форму обучения, и параллельно с учёбой работали на профильных подразделениях завода.
В 2018 году сообщалось, что руководство республики Марий Эл в условиях снижения объёмов оборонного заказа ведёт работу по созданию на базе Марийского машиностроительного завода промышленного кластера, на котором будут инвестиционные проекты выпуска гражданской продукции.
В 2020 году на Марийском машиностроительном заводе была изготовлена новая звезда для вечного огня, установленного на территории Мемориала Воинской Славы в Центральном парке в Йошкар-Оле. Для покрытия горловины звезды была применена термостойкая краска, которая выдерживает температуру 700 °C.

## Продукция завода
- Сельскохозяйственная техника: косилки КРН-2,1М и КРН-2,1М2С, газодувки ротационные ГР-24, запасные части к ним[11]
- Светодиодные экраны[12]
- Станки: сверлильные СВ-20, электроэрозионные Искра-1В[13]
- Энергосберегающие светодиодные светильники «Альтаир»[14]
- Автотрансформаторы АОСН[15].

## Санкции
28 июня 2022 года, из-за вторжения России на Украину, завод внесён в санкционный список США. В августе 2022 года завод попал род санкции Новой Зеландии, а в октябре 2022 года — под санкции Украины.
23 февраля 2024 года завод, а также директор Борис Ефремов, включены в санкционный список стран Евросоюза так как предприятие «занимается разработкой систем управления противовоздушной обороной, в том числе зенитно-ракетного комплекса С-300В, состоящего на вооружении Вооружённых Сил РФ». 21 февраля 2024 года завод включён в санкционный список Канады против организаций связанных с военно-промышленным комплексом.
По аналогичным основаниям завод находится под санкциями Швейцарии, Австралии и Новой Зеландии.

## Награды
- Орден Ленина — за успешное выполнение пятилетнего плана и организацию производства новой техники (31 декабря 1970 года)[2].

## Известные люди
- Алексеев Владимир Павлович, главный инженер, заслуженный деятель науки и техники Марийской АССР, лауреат Государственной премии СССР.
- Антипов Аркадий Антонович, токарь-расточник, станочник, полный кавалер ордена Трудовой Славы.
- Бакуменко Алексей Пантелеевич, директор, кавалер орденов Трудового Красного Знамени, «Знак Почёта», Красной Звезды.
- Басов Михаил Семёнович, передовик производства, почётный гражданин города Йошкар-Олы, заслуженный машиностроитель Марийской АССР.
- Гант Борис Николаевич, заместитель главного технолога, заместитель главного инженера, главный инженер, заслуженный деятель науки и техники Марийской АССР.
- Дунаевский Михаил Маркович, директор, кавалер ордена Ленина.
- Заболотский Феликс Фёдорович, главный технолог, главный инженер, заслуженный рационализатор Марийской АССР, лауреат Государственной премии СССР.
- Захаров Валерий Николаевич, диспетчер, участник Великой Отечественной войны, кавалер четырёх орденов Отечественной войны и трёх орденов Красной Звезды.
- Кадышев Шамиль Каюмович, главный конструктор, заслуженный деятель науки и техники Марийской АССР, лауреат Государственной премии СССР.
- Калистов Анатолий Михайлович, передовик советского машиностроения, Герой Социалистического Труда.
- Кержнёв Тагир Калюкович, Герой Советского Союза. Работал слесарем на АО «ММЗ» с 1946 по 1983 годы.
- Красилов Алексей Александрович, передовик советской оборонной промышленности, Герой Социалистического Труда.
- Маркин Вячеслав Николаевич, старший инженер, заместитель начальника и начальник конструкторского бюро, лауреат Государственной премии СССР.
- Назаркина Клавдия Ивановна, заместитель главного инженера, заслуженный деятель науки и техники Марийской АССР.
- Огородников Михаил Семёнович, директор, лауреат Государственной премии СССР.
- Осокин Александр Николаевич, главный инженер опытно-конструкторского бюро, заслуженный деятель науки и техники Марийской АССР, кавалер ордена Ленина.
- Пермогорский Леонид Васильевич, начальник опытно-конструкторского бюро, заместитель генерального директора, лауреат Государственной премии Российской Федерации, заслуженный деятель науки Марийской ССР.
- Петрусевич Евгений Фёдорович, инженер, старший инженер, начальник лаборатории, заместитель начальника особого конструкторского бюро, заместитель главного инженера, ведущий специалист, заслуженный машиностроитель РФ.
- Свирин Юрий Миронович, генеральный директор, Герой Социалистического Труда.
- Сысуев Сергей Григорьевич, начальник караульной службы, участников Великой Отечественной войны, кавалер трёх орденов Отечественной войны и двух орденов Красной Звезды.
- Токтаров Василий Константинович, столяр, участник Великой Отечественной войны, кавалер пяти орденов Отечественной войны.
- Хохлов Василий Сосипатрович, главный технолог, заслуженный деятель науки и техники Марийской АССР.
- Шевчук Василий Ефимович, фрезеровщик, оператор станков с числовым программным управлением, наладчик, заслуженный машиностроитель Марийской АССР, лауреат Государственной премии СССР.